# Everett Riskin
Everett Riskin (Nova York, 8 de maig de 1895 - Los Angeles, 27 de març de 1982) va ser un productor de cinema estatunidenc, conegut sobretot pel seu treball a Columbia i a la MGM, on es va especialitzar en comèdies. Era germà del guionista Robert Riskin.

## Filmografia parcial
- La terrible veritat (The Awful Truth) (1937)
- I Am the Law (1938)
- Holiday (1938)
- The Amazing Mr. Williams (1939)
- Here Comes Mr. Jordan (1941)
- A Guy Named Joe (1943)
- Kismet (1944)
- The Thin Man Goes Home (1945)
- High Barbaree (1947)
- Julia Misbehaves (1948)
- Thunder in the East (1952)